# Ōsumi-Halbinsel
Die Ōsumi-Halbinsel (jap. 大隅半島, Ōsumi-hantō) ist eine Halbinsel an der Südspitze von Kyūshū in der Präfektur Kagoshima in Japan. 
Sie liegt östlich von Kagoshima und trennt den Pazifischen Ozean im Osten von der Kagoshima-Bucht im Westen, an deren gegenüberliegender Seite die Satsuma-Halbinsel liegt. Die Halbinsel besitzt eine Fläche von 2541 km², die Breite 10–20 km und die Länge 70 km.
Zu den Gemeinden und Städten auf der Halbinsel gehören Tarumizu, Soo, Shibushi und Kanoya.
Seit dem Ausbruch des Vulkans Sakurajima von 1914 ist dieser mit der Ōsumi-Halbinsel verbunden.